# Monumento nacional Guayabo

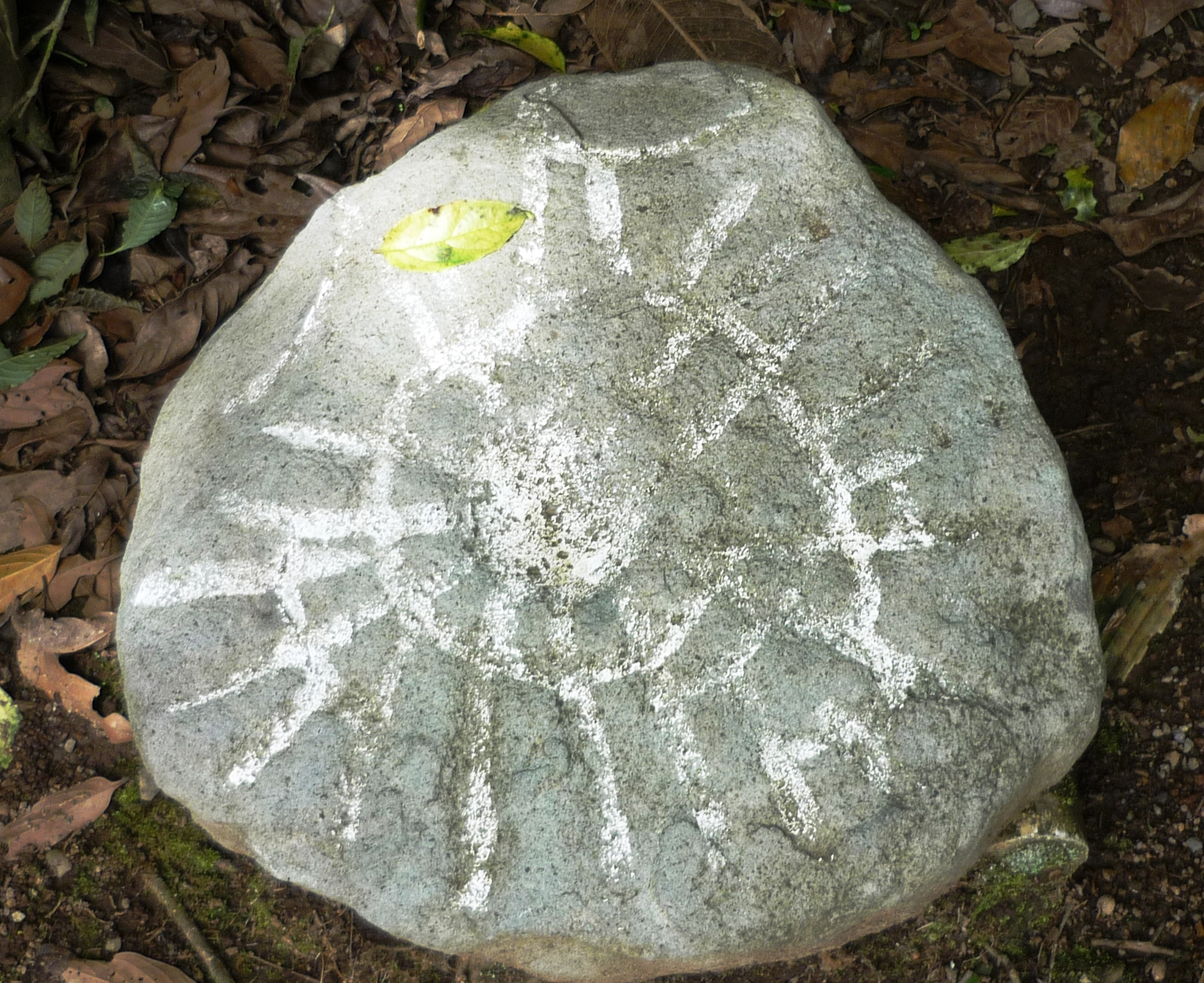
Uno de los petroglifos existentes en el sitio arqueológico

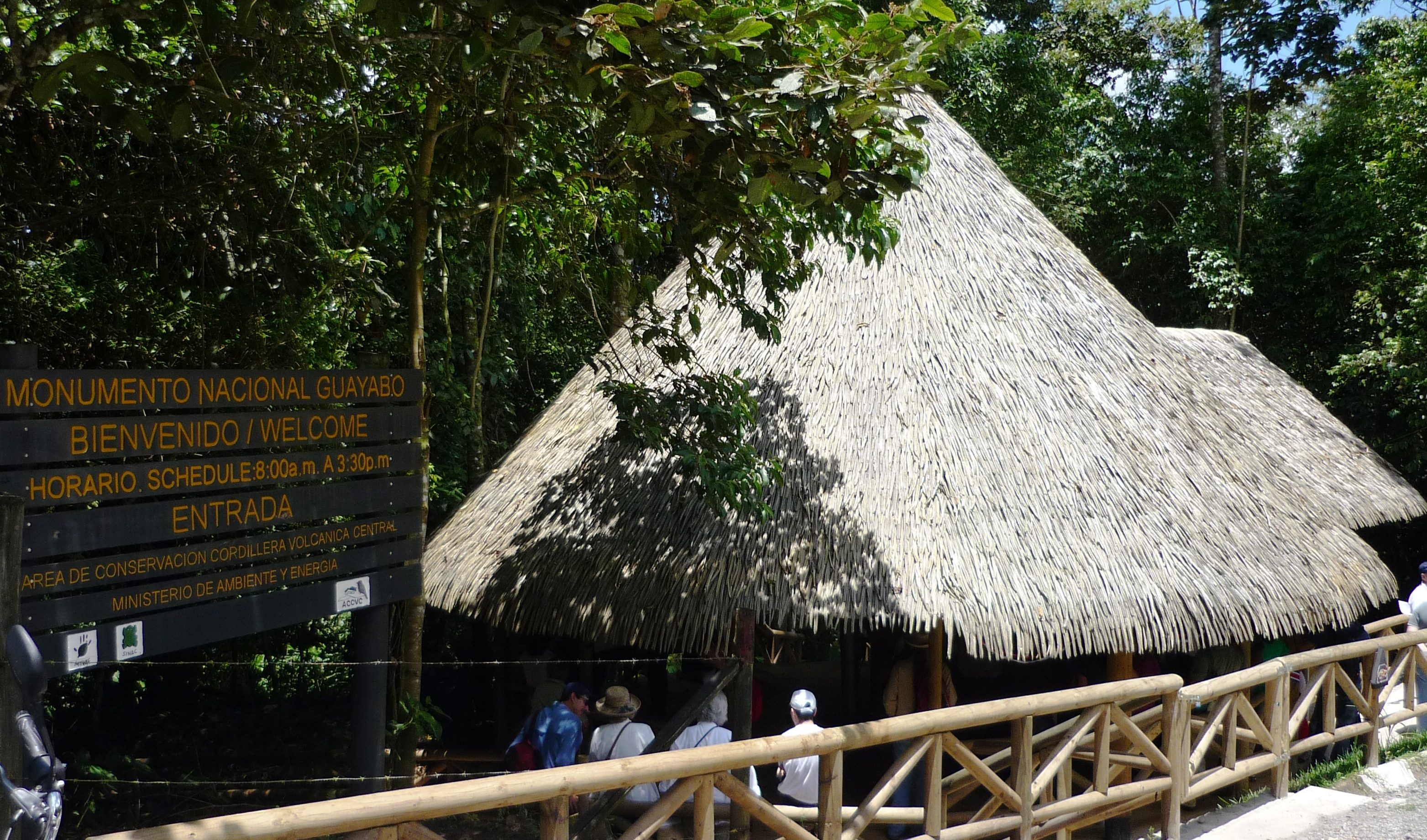
Recepción en la entrada principal

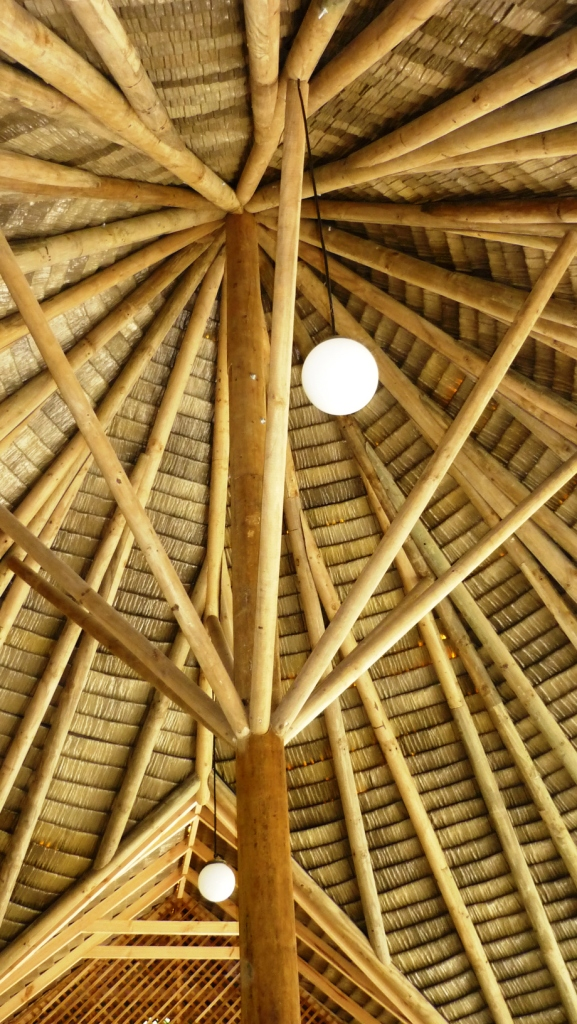
Nuevas obras con inspiración en técnicas ancestrales

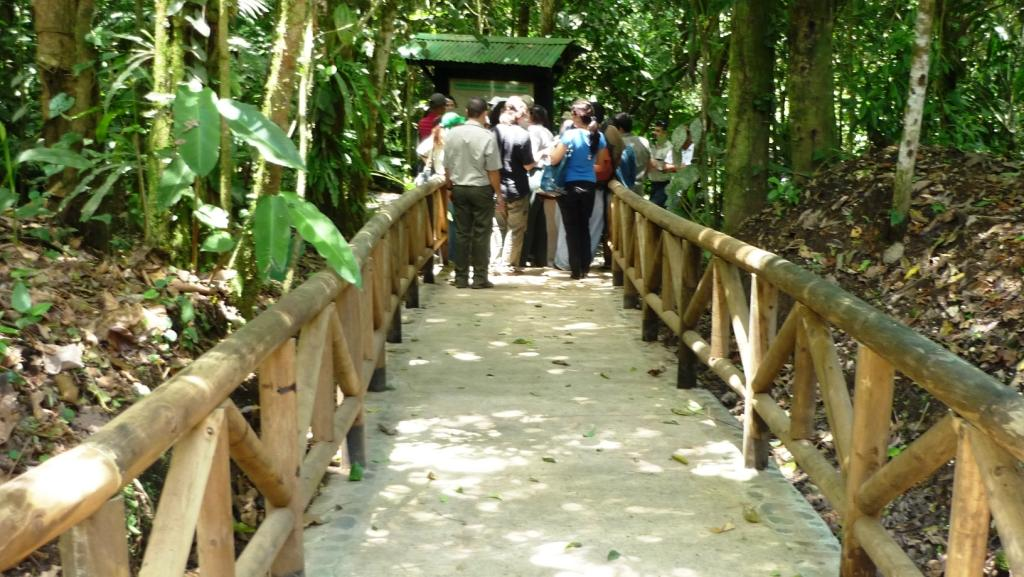
Senderos para interpretación arqueológica y de biodiversidad

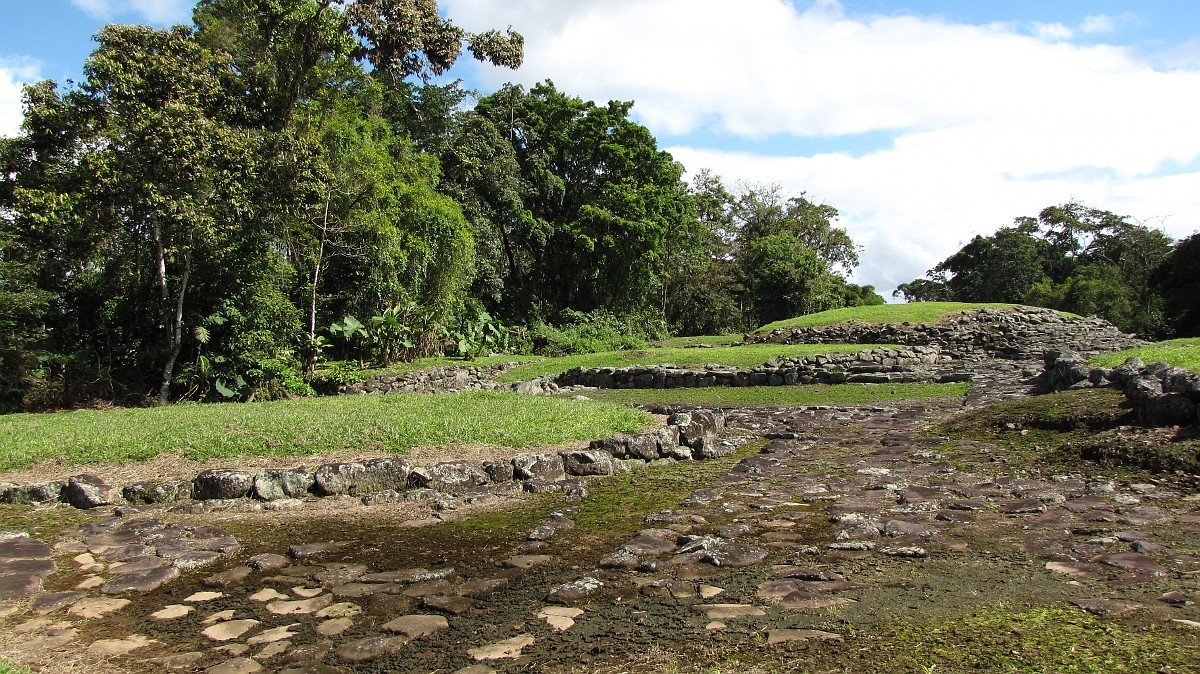
Bases de edificios en Guayabo

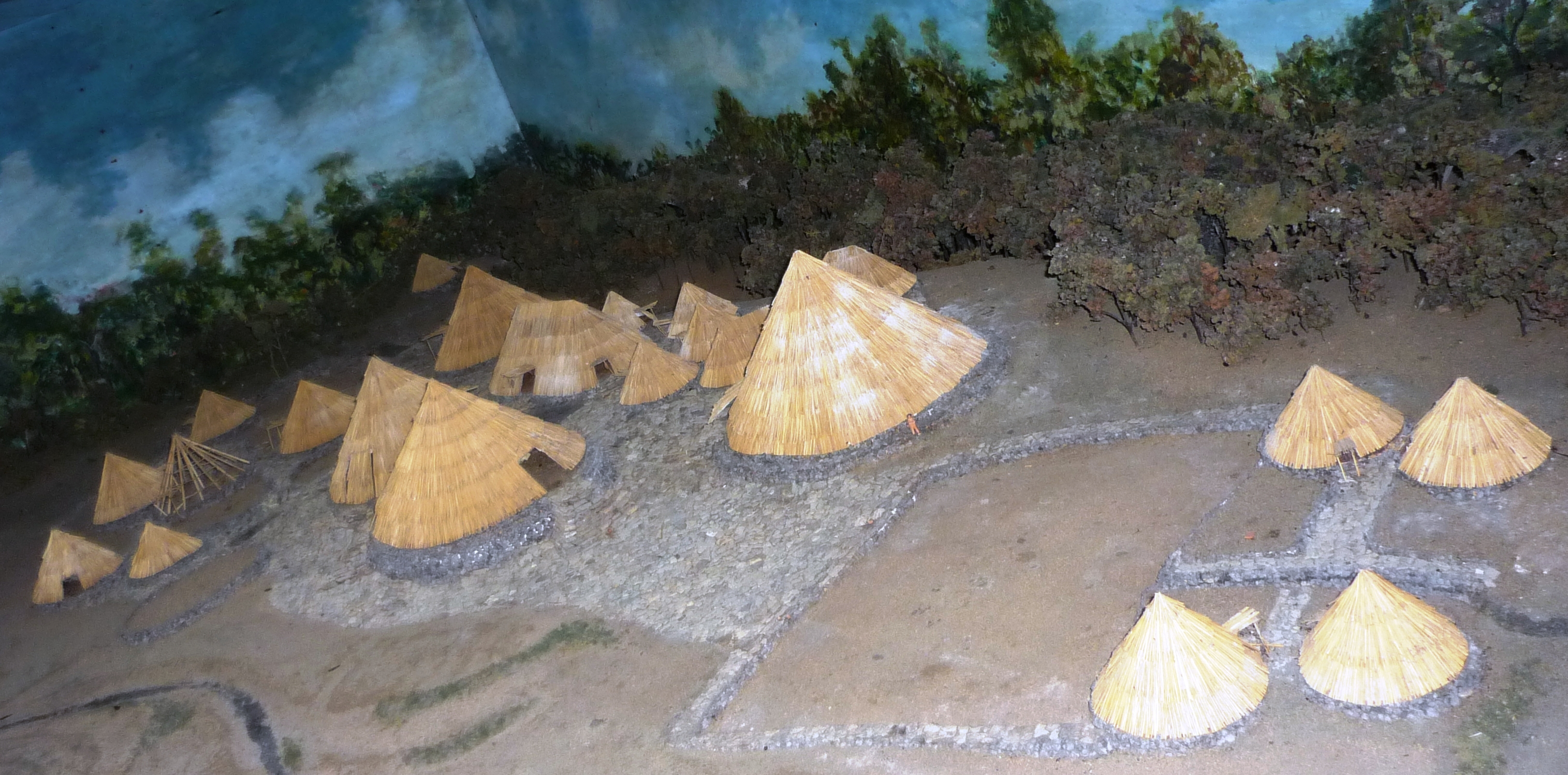
Maqueta de una interpretación del asentamiento urbano en Guayabo

El Monumento Nacional Guayabo es un área protegida de Costa Rica, conocida principalmente porque en ella se encuentra uno de los sitios arqueológicos prehispánicos más antiguos e importantes del país. Administrativamente, es una categoría de manejo a cargo del Sistema Nacional de Áreas de Conservación (SINAC), del Ministerio del Ambiente y Energía (MINAE); bajo la administración del Área de Conservación Cordillera Volcánica Central (ACCVC). Se encuentra ubicado en la región de Santa Teresita del Cantón de Turrialba perteneciente a la provincia de Cartago en Costa Rica, a unos 65 km de San José. El sitio arqueológico de Guayabo fue declarado monumento nacional por la Asamblea Legislativa mediante la Ley N.º 5300 el 13 de agosto de 1973, con una extensión de 65 hectáreas. En 1980, con el decreto Ejecutivo Nº11148-a, se amplió en 157,9 ha, para un total de 217,9 ha. En la actualidad (2014) se protegen un total de 233 ha. Su declaración como "Monumento Nacional" tiene como objetivo proteger su riqueza arqueológica y ofrecer oportunidades para actividades educativas, recreativas y científicas.
El Monumento Nacional Guayabo pasó a ser desde el año 2009, Patrimonio Mundial de la Ingeniería según la Sociedad Americana de Ingeniería Civil (American Society of Civil Engineers ASCE).

## Historia
Aunque existen varias teorías sobre el origen de la población que fundó y ocupó el poblado, la mayoría de ellas convergen en que este estuvo ocupado entre 1000 a. C. y 1400 y se calcula que a sus alrededores existieron aldeas que en total albergaron aproximadamente de unas 2.000 a 10.000 personas. Hay pruebas de que el sitio estuvo habitado desde hace 2.500 años, pero que su época de auge estuvo durante los 500 años del periodo de 1200 a 700 años atrás, tanto cultural como políticamente. Basados en la estratégica posición geográfica, en las montañas entre la costa atlántica y el Valle Central, y la excelente calidad de la artesanía de cerámica, piedra y oro, se cree que esta jefatura fue una de las de mayor poder y privilegios.
Los estudios arqueológicos que aquí se han llevado a cabo han demostrado que Costa Rica y en especial este sitio, recibió influencias tanto del Norte como de Sudamérica, ubicándolo en la denominada Área Intermedia, que abarca desde la provincia de Alajuela en Costa Rica hasta la zona norte del Caribe colombiano. Los arqueólogos infieren que esta ciudad precolombina fue habitada por personas especializadas en distintos campos, dirigidos por un cacique, los cuales ejercían el poder político-religioso sobre una gran región. Actualmente aún se desconocen las causas del abandono de la ciudad, la cual ya se encontraba en abandono unos 100 años antes de la conquista española, pero entre las hipótesis planteadas más aceptadas se mencionan enfermedades, guerras y conflictos internos.
El sitio fue descubierto en la década de 1800, cuando se fue a limpiar para los cultivos, especialmente café, y en 1882 se iniciaron las primeras exploraciones a cargo de Anastasio Alfaro, quien era Director del Museo Nacional de Costa Rica. Pasaron muchos años de poca atención oficial y mucho saqueo extraoficial, hasta que en 1968 Carlos Aguilar, trabajando a través de la Universidad de Costa Rica, estableció un programa permanente de estudio e investigación sobre el sitio, en virtud de lo cual se sabe la mayoría de la información disponible al momento.
En 1973, el Gobierno consciente de su importancia dio carácter de área protegida, iniciando con 65 hectáreas y ampliándola a 217 hectáreas en 1980 para ampliar la protección al hábitat boscoso del cañón del río Guayabo.
Es evidente las destrezas de esta población, entre ellas en la manipulación del agua, incluyendo acueductos de alta tecnología que funcionan hasta la fecha, transporte de grandes piedras, construcción de calles tipo macadam de gran precisión y que mediante estudios aéreos se presume que comunicaron desde la costa hasta el Valle Central. Las piezas de oro y cerámica más valiosas se encuentran actualmente en el Museo Nacional.

## Sitio arqueológico
En total el área arqueológica comprende con 232 hectáreas, de las cuales sólo una pequeña parte ha sido excavada. En esta zona se encuentran distintos rasgos arqueológicos como montículos, escalinatas, calzadas, acueductos abiertos y cerrados, tanques de almacenamiento de agua, tumbas, petroglifos, monolitos y esculturas. 
En la zona central del monumento se encuentran distintos montículos o basamentos de piedra, que generalmente presentan una base circular de diferentes tamaños y tienen desde 0,5 hasta 4,5 m de altura, con un diámetro de 10 a 30 m. 
Las calzadas se componen de un conjunto de caminos de piedra utilizados como vías de tránsito y como parte del sistema de drenaje. Existen algunas calzadas que se prolongan en diferentes direcciones del área excavada, con varios kilómetros de longitud además de gradas o escalinatas que funcionan como estructuras de piedra para superar desniveles.
En el monumento también se encuentra una compleja red de acueductos de los cuales algunos aún funcionan y tenían como objetivo el ser canales cerrados o abiertos para conducir el agua hasta los sitios deseados o hacia unos tanques de almacenamiento que se encuentran en el sector principal de la ciudad y los forman estructuras de piedra de forma rectangular.
Además en el sitio se cuenta con diferentes tumbas de cajón que se localizan en varios sectores del sitio arqueológico, construidas con cantos rodados y lajas.
En cuanto a manifestaciones artísticas, los petroglifos o piedras grabadas son la más abundantes y se localizan por toda el área arqueológica, entre ellas el monolito del jaguar y el lagarto, el cual consiste de una piedra tallada con la figura de un jaguar por un lado y un lagarto por el otro, cuyo significado continua sin descifrar.

## Flora y fauna
La vegetación que rodea el área arqueológica es característica de un bosque pluvial premontano y se constituye de un follaje denso y verde. Abundan las especies forestales como caragra, magnolia, cantarillo, higuerón, quizarrá, cirrí, burío y cedro María, cubiertos por gran cantidad de plantas epífitas como las bromelias y las orquídeas.
Entre la fauna que aquí se presenta se destacan aves como tucán, oropéndola, trogón, carpintero, momoto, piapia, yigüirro y chachalaca y también algunos mamíferos pequeños como armadillo, conejo, coyote, perezoso, tolomuco, ardilla y pizote. Además de una gran variedad de insectos y algunos reptiles típicos de la zona como culebra, rana y lagartija.

## Turismo
Sin necesidad de publicidad cada día aumenta la cantidad de turismo nacional e internacional, atraídos por la belleza escénica del lugar pero principalmente por el halo de misterio en medio de las investigaciones arqueológicas, que arduamente realizan los arqueólogos del Ministerio de Ambiente así como del Museo Nacional y las universidades del país en algunos casos apoyadas por prestigiosas universidades de Europa y Estados Unidos.
Ha incrementado el interés el hecho de algunos estudiosos han vinculado Guayabo con el intercambio cultural en casi toda la América precolombina. En Costa Rica se han descubierto objetos e influencias artesanales tanto de mayas (de Guatemala), olmecas y aztecas (de México y muy lejos desde el norte), así como de chibchas (de Colombia), quechuas e incas (desde Perú, muy lejos en el sur).
Muchos otros aseguran la sensación de que Guayabo es un centro energético y de poder de especiales características, así que todo esto más el objetivo valor arqueológico cultural, más el hecho de haber sido declarado Patrimonio Mundial de la Ingeniería, hacen del Monumento un atractivo polo turístico.
Dadas estas condiciones de demanda creciente de servicios, la administración de Guayabo (a cargo del Área de Conservación Cordillera Volcánica Central) está implementando infraestructura que permita el ecoturismo orientado hacia la educación ambiental, arqueológica y patrimonial, dando facilidades al visitante pero minimizando el impacto ambiental y arqueológico, incluyendo la accesibilidad universal y otras obras como miradores, zonas de descanso, centro de visitantes, servicios, aulas de formación, recepción, senderos, bahías de interpretación, etc. La mayoría de las obras construidas y varias en proceso han estado a cargo de los reconocidos arquitectos ambientalistas Ibo Bonilla y Rafael Víquez, que cuentan con múltiples trabajos en Parques nacionales y otras Áreas Protegidas.